# Synallaxis zimmeri
Synallaxis zimmeri là một loài chim trong họ Furnariidae.